# Nguyễn Lâm

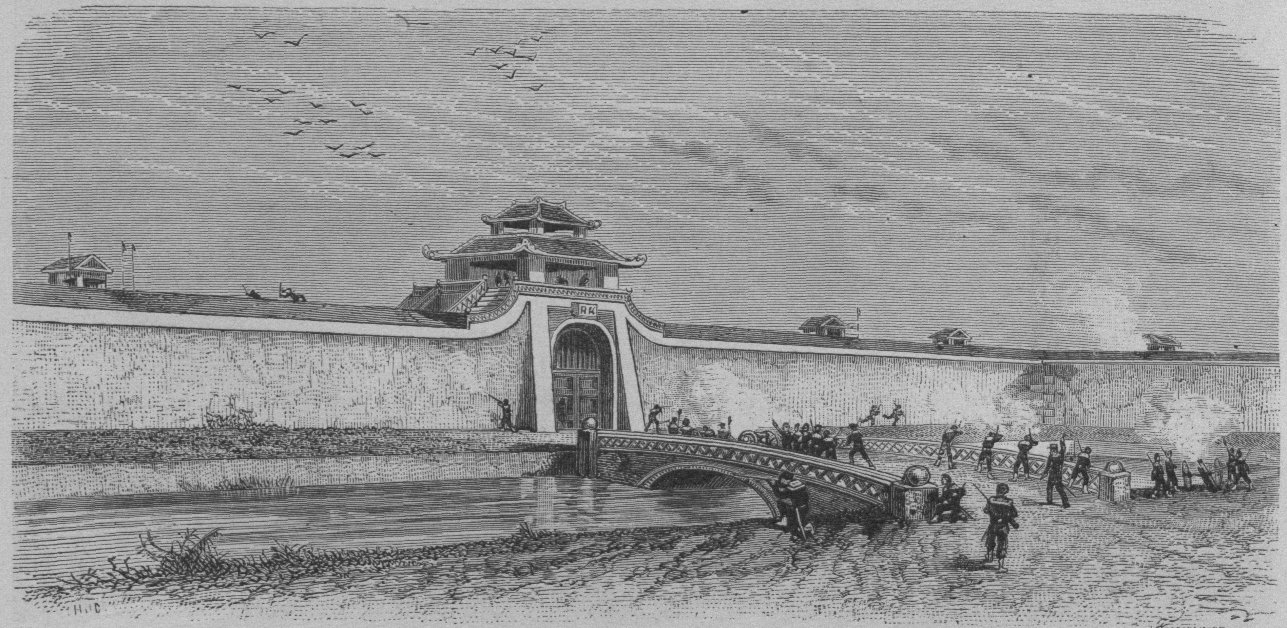
Quân Pháp đánh thành Hà Nội năm 1873

Nguyễn Văn Lâm (阮林; 1844 - 1873) còn gọi là Nguyễn Lâm, tự Mặc Hiên, là con thứ hai  của đại thần Nguyễn Tri Phương và là Phò mã của vua Tự Đức trong lịch sử Việt Nam. Ngày 20 tháng 11 năm 1873, ông bị tử thương khi cùng cha ra sức bảo vệ thành Hà Nội trước cuộc tấn công của quân xâm lược Pháp.

## Tiểu sử
Nguyễn Lâm sinh ngày 19 tháng 4 năm Giáp Thìn (tức 4 tháng 6 năm 1844) tại Thừa Thiên.
Ông có đức tính khiêm nhường, siêng năng và học giỏi như cha, chú nên được nhiều người yêu mến. Năm 1864, ông được vua Tự Đức gả em gái là Đồng Xuân Công chúa Gia Phúc (sau cải thành Phục Lễ Công chúa) cho ông, và phong làm Phò mã Đô úy.
Năm Tự Đức thứ 24 (1871), Nguyễn Tri Phương đang ở quân thứ Tam Tuyên, Nguyễn Lâm dâng sớ xin đi thăm cha vì "đã lâu không được hầu cha sớm tối", rồi tình nguyện ở lại giúp việc quân.
Đến khi Nguyễn Tri Phương lãnh nhiệm vụ giữ thành Hà Nội và giải quyết việc tay lái buôn Jean Dupuis đang cố tình quấy nhiễu ở đất Bắc, ông cũng xin theo.
Đêm ngày 19, rạng sáng ngày 20 tháng 11 năm 1873, Đại úy Francis Garnier bất thần đánh úp thành Hà Nội, sau khi đòi Nguyễn Tri Phương giải giới nhưng không được trả lời.
Nguyễn Lâm liền cùng cha đến chỉ huy giữ cửa Đông Nam, đúng hướng quân Pháp tấn công vào thành. Đang khi chống trả quyết liệt, Nguyễn Lâm bị trúng đạn và tử thương tại trận vào ngày 20 tháng 11 năm 1873, hưởng dương 29 tuổi.
Ngay sau đó, cha ông cũng bị trọng thương và mất ngày 20 tháng 12 năm 1873, sau khi không chịu cứu chữa và tuyệt thực gần một tháng.

## Ghi công
Nhận được tin Nguyễn Lâm tử trận, vua Tự Đức ban dụ rằng (dịch):
| “ | Làm tôi chết trung, làm con chết hiếu là quy tắc của đời xưa. Nguyễn Lâm không có trách nhiệm gì đến việc giữ thành, mà biết hiếu nghĩa như thế, ơn nước, tiếng nhà hai đằng không hổ thẹn; so với bọn con em tầm thường của bọn quý phái khác, cùng những kẻ lúc bấy giờ bỏ quan, tìm nơi tiện lợi cho mình há chẳng càng nên khen thưởng ư? Vậy tặng cho Lâm làm Thị lang bộ Binh chiếu hàm mà cấp tuất; lại cho thêm 300 quan tiền, để khuyến cho những người trung hiếu sau này. Và sai quan tỉnh Hà Nội sức cho dân phu hộ tống quan cữu của Lâm về quê chôn cất. | ” |

Năm Tự Đức thứ 28 (1875), Nguyễn Lâm được thờ trong đền Trung Nghĩa và được hợp thờ trong đền Trung Hiếu tại Huế.
Khu lăng mộ (Nguyễn Tri Phương, Nguyễn Duy, Nguyễn Lâm) và Nhà thờ Nguyễn Tri Phương nay thuộc xã Phong Chương, huyện Phong Điền, tỉnh Thừa Thiên Huế. Ngày 14 tháng 7 năm 1990, toàn thể khu đền mộ này được công nhận là di tích cấp quốc gia theo quyết định số 575-QĐ/VH của Bộ trưởng Bộ Văn hóa Thông tin Việt Nam. Ngày 21 tháng 3 năm 2010, tại xã Phong Chương đã diễn ra lễ khánh thành công trình phục hồi, tôn tạo khu di tích trên.
Ngoài đền thờ họ Nguyễn Tri ở Phong Điền, Thừa Thiên Huế, tại phường Bửu Hòa, thành phố Biên Hòa, tỉnh Đồng Nai cũng có một đền thờ Tam công mà trong đó Nguyễn Tri Phương được xem là thành hoàng của địa phương. Bên tả và hữu chánh điện thờ hai vị Tán lý quân vụ Nguyễn Duy (em ruột Nguyễn Tri Phương) và phò mã Nguyễn Lâm (con Nguyễn Tri Phương). Hằng năm tổ chức lễ Kỳ yên long trọng vào ngày 16, 17 tháng 10 âm lịch. Lễ kéo dài trong hai ngày với những nghi thức tiến thần, diễn hành lễ bộ, tống phong... Đền thờ Tam công đã được xếp hạng Di tích lịch sử cấp quốc gia vào năm 1992.

## Gia đình
Chung sống với Nguyễn Lâm, Đồng Xuân Công chúa Gia Phúc sinh 3 người con trai và 1 người con gái. Hai người con trai trong số đó là:
- Nguyễn Tri Kiểm, sau được ấm thụ hàm Hàn lâm viện Điển tịch, được bổ làm Tri phủ phủ Triệu Phong.
- Nguyễn Tri Chí, sau được ấm thụ Cẩm y Hiệu úy.

Sau khi công chúa Đồng Xuân mất, bà được an táng trong khu lăng mộ của gia đình chồng tại xã Phong Chương.

## Sách tham khảo
- Quốc sử quán triều Nguyễn (Cao Xuân Dục làm Tổng tài), Đại Nam chính biên liệt truyện. Nhà xuất bản Văn học, 2004, tr. 506-507.
- Phạm Văn Sơn, Việt sử tân biên (quyển 5, tập thượng). Tác giả tự xuất bản, Sài Gòn, tr. 307.
- Nguyễn Q. Thắng-Nguyễn Bá Thế, Từ điển nhân vật lịch sử Việt Nam. Nhà xuất bản Khoa học Xã hội, Hà Nội, 1993, tr. 567-568.